# Pameče
Pameče (pronuncia [ˈpaːmɛtʃɛ]) è un insediamento (naselje) di 1 278 abitanti, della municipalità di Slovenj Gradec nella regione statistica della Carinzia in Slovenia.
L'area faceva tradizionalmente parte della regione storica della Stiria, ora invece è inglobata nella regione della Carinzia.